# Les Aventures extraordinaires de Blinky Bill
Pour l’article homonyme, voir Blinky Bill (homonymie).
Les Nouvelles Aventures de Blinky Bill
Les Aventures extraordinaires de Blinky Bill (The Adventures of Blinky Bill) est une série d'animation australienne, basée sur la collection de livres éponyme de Dorothy Wall et produite par Yoram Gross et Jonathan M. Shiff, à la suite du film Blinky Bill, le koala malicieux (en), sorti en 1992. Les deux premières saisons ont été diffusées à partir du 6 septembre 1993 sur ABC puis la troisième saison à partir du 10 juin 2004 sur Seven Network.
En France, elle a été diffusée à partir du 1er février 1995 sur France 3 dans Bonjour Babar et en 1996 sur Canal J pour les deux premières saisons. La troisième saison est diffusée sur France 5 dans les émissions Zouzous puis rediffusée sur TiJi, dans les années 2000.
En 2008, Studio 100 fait acquisition de la société allemande EM.Entertainment qui était jusqu'alors propriétaire de la série télévisée,.

## Synopsis
Situé dans Greenpatch, une ville fictive d'Australie, la série présente des histoires autour de la conservation et de la nature à travers les activités du koala Blinky Bill, de sa famille et de ses amis.

## Épisodes
1. Rendez-vous au café
2. Au feu
3. L'oiseau en cage
4. Course à patte
5. N'est pas prof qui veut
6. Le bolide
7. Les carottes sont crues
8. Des lunettes pour grand-mère
9. La grotte hantée
10. Un zoo pour les humains
11. Drôle de magicien !
12. Élémentaire, Docteur Splodge !
13. La flûte magique
14. Panda ou koala ?
15. Chercheurs d'or
16. À nous deux Hollywood
17. Chasse au trésor
18. Invités d'honneur
19. Élections
20. La révolte de Marcia
21. Monstre ou pas ?
22. Twiggy
23. Monsieur le Maire...
24. Sosie
25. La fête des mères
26. Tout fini par un mariage
27. Blinky et Mr. Echidna
28. Blinky l’hypnotiseur
29. Blinky Bill fait du camping
30. Blinky et le tremblement de terre
31. Blinky Bill et le trafiquant d’oiseaux
32. Blinky Bill et les voleurs de pommes
33. L’anniversaire de Nutsy
34. Les vacances de Blinky Bill
35. L’enlèvement de Blinky
36. Le petit chien perdu
37. Drôle de ferme
38. Blinky et les ours polaires
39. Blinky et l'agent immobilier
40. Blinky et Gretel
41. Le sauvetage des œufs
42. Blinky Bill et les voisins
43. Le conte d’hiver
44. Le sauvetage en mer
45. L’oppossum fait son cinéma
46. Super croco
47. Blinky Bill et le ballon
48. Les invités chez Blinky Bill
49. Drôle de pollution
50. Le mystère bleu
51. La maison de retraite
52. Le concours de bébés

## Distribution

### Voix originales
- Robyn Moore (en)
- Keith Scott (en)

### Voix françaises
- Sabrina Leurquin : Nutsy (saisons 1 et 2)[1]

Note : Le doublage des deux premières saisons est réalisé en Belgique. La troisième saison, Les Nouvelles Aventures de Blinky Bill (2000), est doublée à Paris, aux studios SOFI.